# Dan Bent
Daniel David Bent (* 10. ledna 1996) je fotbalista, který hraje jako defenzivní záložník za Lincoln Red Imps FC. Narodil se v Anglii, ale reprezentuje Gibraltar.

## Reprezentační kariéra
Narodil se a vyrostl v Anglii, v roce 2024 ho naturalizoval Gibraltar a v srpnu téhož roku byl povolán do reprezentace. Debutoval dne 4. září proti Andoře, při debutu skóroval.